# میلان باروش
میلان باروش (چکی: Milan Baroš؛ تلفظ چکی: [ˈmɪlan ˈbaroʃ]؛ زاده ۲۸ اکتبر ۱۹۸۱) بازیکن فوتبال اهل جمهوری چک است که به عنوان مهاجم بازی می‌کند. او در باشگاه گالاتاسرای و تیم ملی فوتبال جمهوری چک بازی می‌کند. وی در جام ملت‌های اروپا ۲۰۰۴ با ۵ گل به مقام آقای گلی این مسابقات دست یافت. همچنین در فصل ۲۰۰۸–۲۰۰۹ در سوپر لیگ فوتبال ترکیه به عنوان آقای گلی دست یافت. باروش ۹۰ بازی ملی و ۴۱ گل ملی دارد.
این بازیکن سابقه بازی در ۳ دوره حضور در جام ملت‌های اروپا و ۱ دوره جام جهانی فوتبال را دارد. او در سال ۲۰۰۲ به همراه تیم زیر ۲۱ سال جمهوری چک به مقام قهرمانی جوانان اروپا دست یافت.